# Oboulícní pletenina
Oboulícní pletenina (angl.: double face knitted fabric, něm.: RR-Maschenware) je plošná textilie se stejnou strukturou a vzhledem na lícní i rubní straně.

## Oboulícní zátažná pletenina

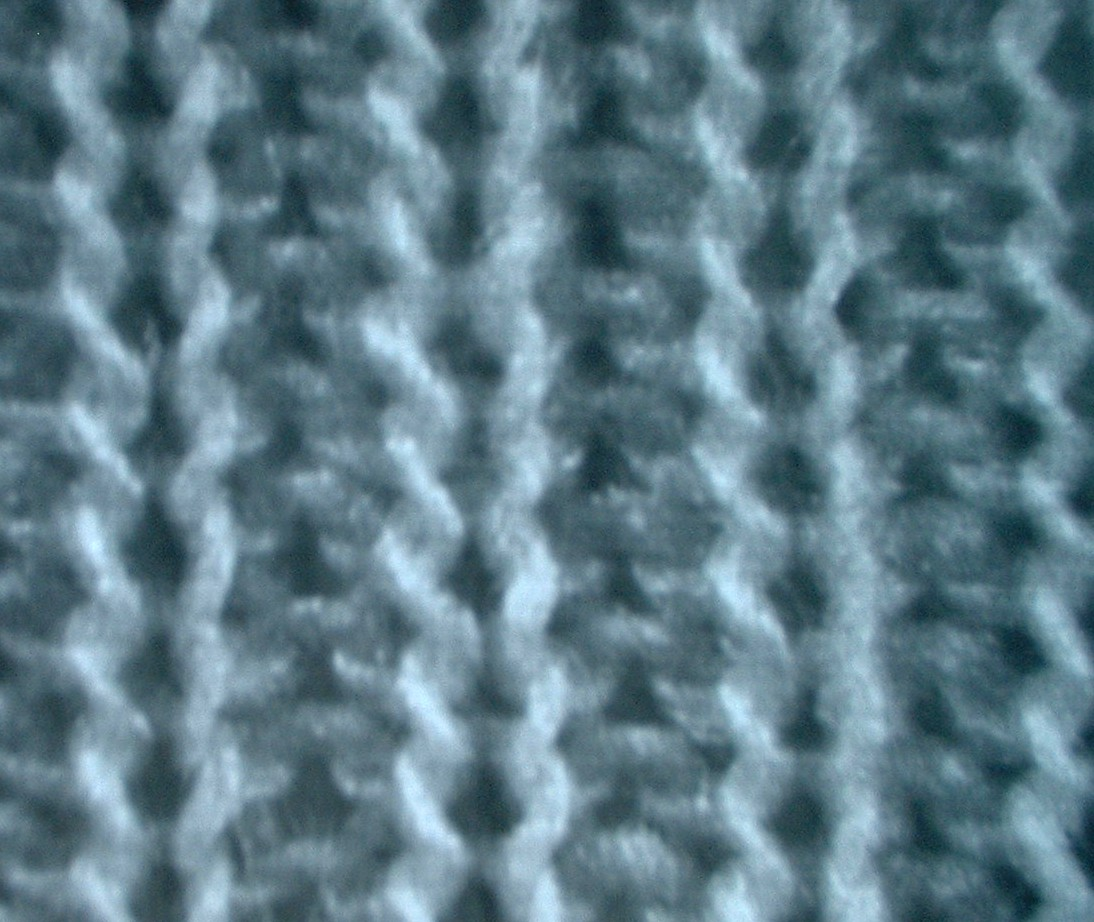
Oboulícní hladká zátažná pletenina

se vyznačuje tím, že se na lícní i rubní straně střídají lícní a rubní sloupky. Na volně ložené zátažné pletenině jsou na obou stranách viditelná pouze lícní očka a v napnutém stavu oboustranně jen rubní očka 
Pletenina je má v příčném směru poměrně vysokou roztažnost.
Nechá se párat jen od horního (naposled pleteného) konce, dolní konec je nepáratelný.
K výrobě oboulícní zátažné pleteniny jsou nutná dvě jehelní lůžka.
- Na okrouhlém stroji je nad válcem se svisle uloženými jazýčkovými jehlami umístěn kotouč s jehlami pracujícími vodorovným směrem (viz Denninger) [2].
- Na plochých strojích se tvoří očka na obou jehelních lůžkách společně. Lůžka jsou ve vodorovné, souběžné poloze, jehly obou lůžek se navzájem pohybují pod úhlem 90°, pohyb je vyvolán zámkem, který při průchodu tlačí na patky jehel (viz Weber/Weber str. 32).

### Vazby zátažných pletenin a jejich použití
Z variant od okrouhlých strojů se vedle hladké vazby uvádí např. žebrová, chytová, žakárová a proužková. Použití: Vrchní ošacení, sportovní oděvy, ponožky, doplňky (límce, lemy).
Na plochých strojí se vyrábí nejčastěji šesti- a osmizámková, nopová a prolamovaná. Použití: Vrchní ošacení, bytové textilie (viz Pospíšil).

## Oboulícní osnovní pletenina

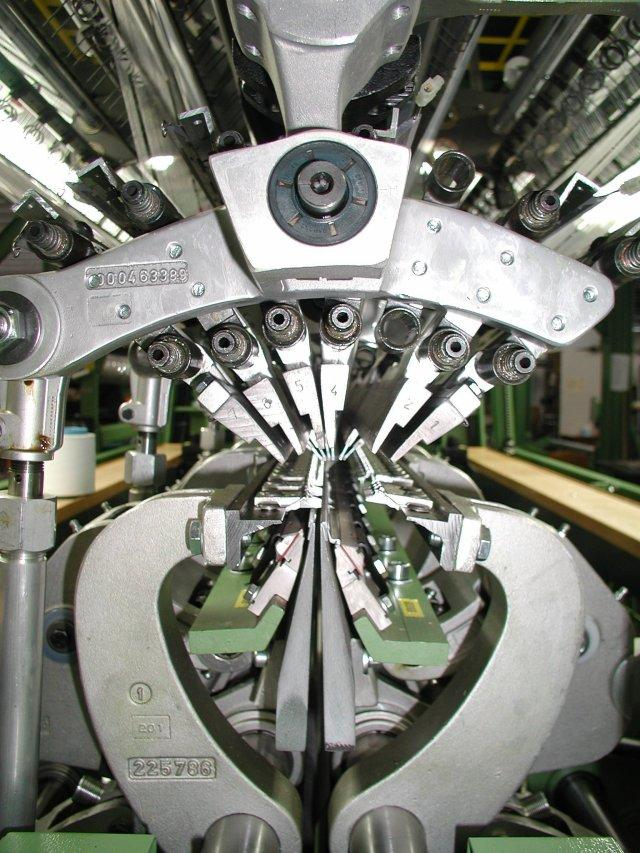
Profil dvoulůžkového rašlu se 6 kladecími přístroji

U oboulícní osnovní pleteniny jsou na obou stranách viditelná lícní očka  Pletenina se dá zhotovit jen se dvěma jehelními lůžky.
- Na rašlu nebo osnovním stávku vzniká vazba tak, že lůžka (přední / zadní) jsou střídavě v činnosti. V závislosti na druhu vazby jsou osnovní nitě pro každé lůžko podávány zvláštním kladecím přístrojem nebo jsou obě lůžka zásobována jedním přístrojem. Skoro všechny oboulícní pleteniny se zhotovují na rašlech.
- Na kotonových strojích se sice dá zhotovit oboulícní pletenina (se dvěma jehelními lůžky navzájem kolmo postavenými), tato varianta však nemá žádný praktický význam (viz Weber/Weber str. 192).

### Vazby osnovních pletenin a jejich použití

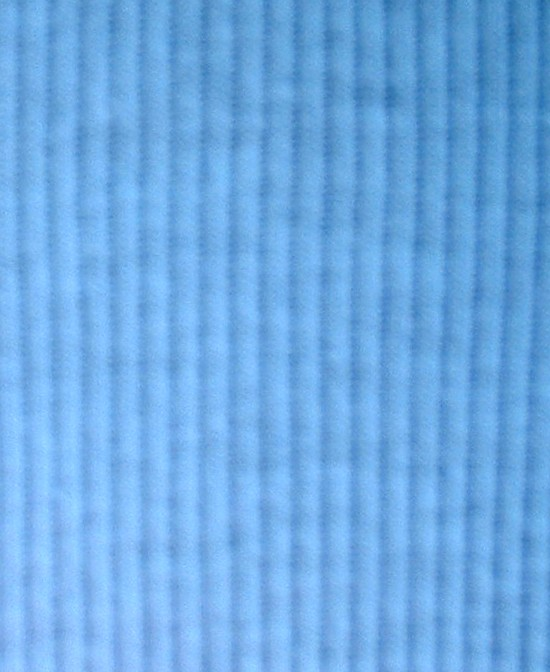
Osnovní pletenina v žebrové vazbě

Hladká vazba s rozdílnými kladecími přístroji pro přední a zadní jehelní lůžko se používá např. pro obalový materiál nebo na cévní protézy.
Pleteniny zhotovené s jedním kladecí přístrojem pro obě jehelní lůžka se obvykle používají na svetry nebo šály.
K variantám oboulícních vazeb patří např.: žebrová, nopová, filetová s použitím na vrchní ošacení a simplexová (z osnovních stávků), používaná na rukavice, technické úplety aj (viz Pospíšil).